# シクラメン・コウム
シクラメン・コウム（学名: Cyclamen coum）は、サクラソウ科シクラメン属の多年草である。

## 形態・生態
3つの亜種が知られている。

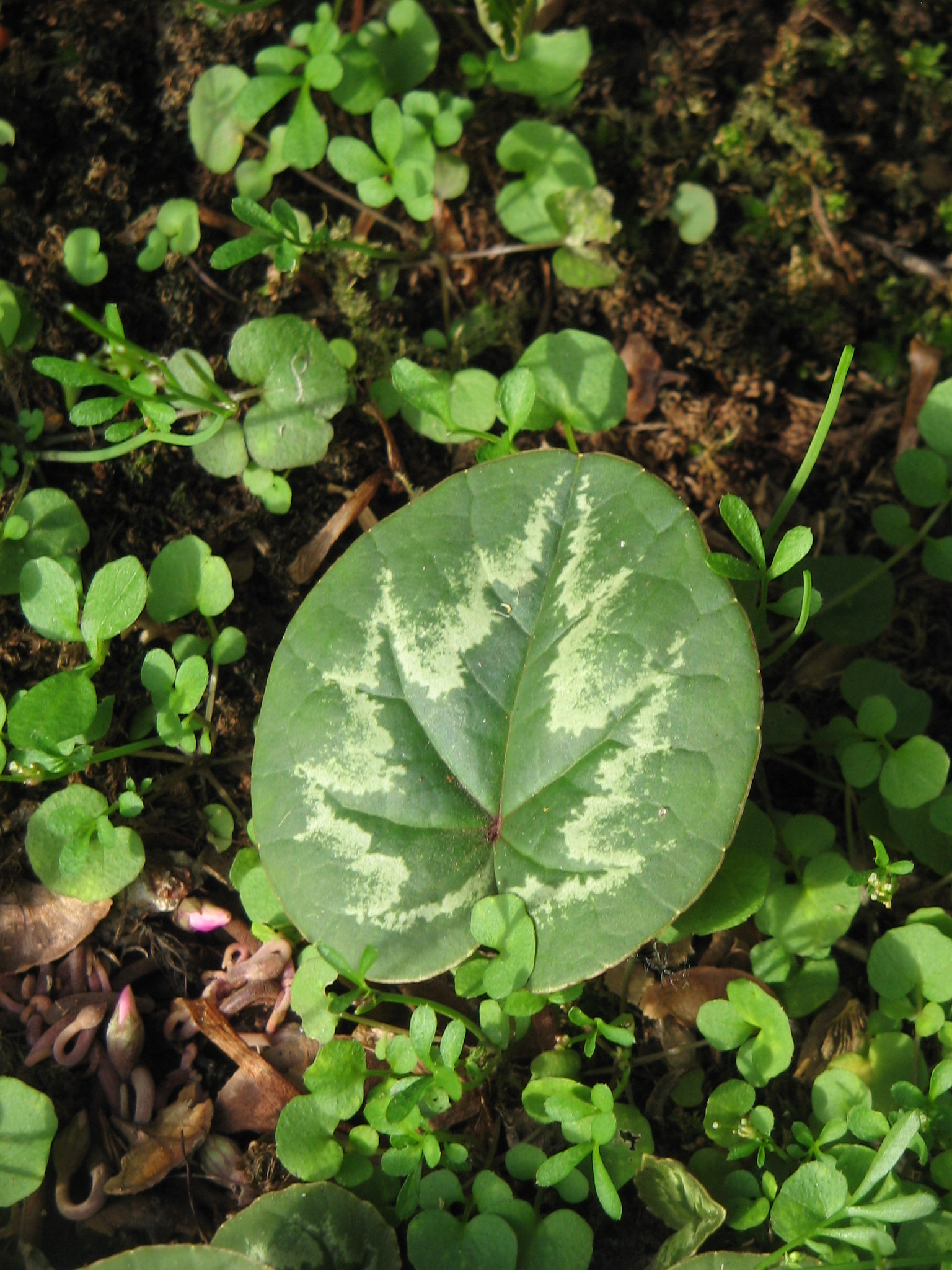
葉
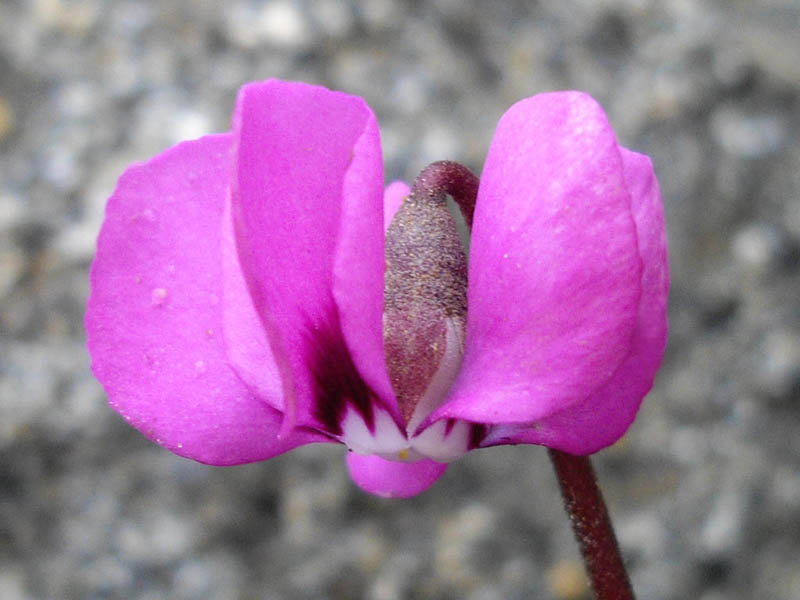
花

## 分布・生育地
黒海の南岸と東岸を境界として、西はブルガリアから、東側はグルジアやクリミアまで分布する。さらに、イラン北部のエルブルズ山脈でも発見されている。トルコは南部のハタイまで分布しており、さらに南下すると、シリア、レバノンからイスラエルまでの地中海東部地海岸域にも分布する。
山間や、海岸地域に分布する。